# Ossengalzeep

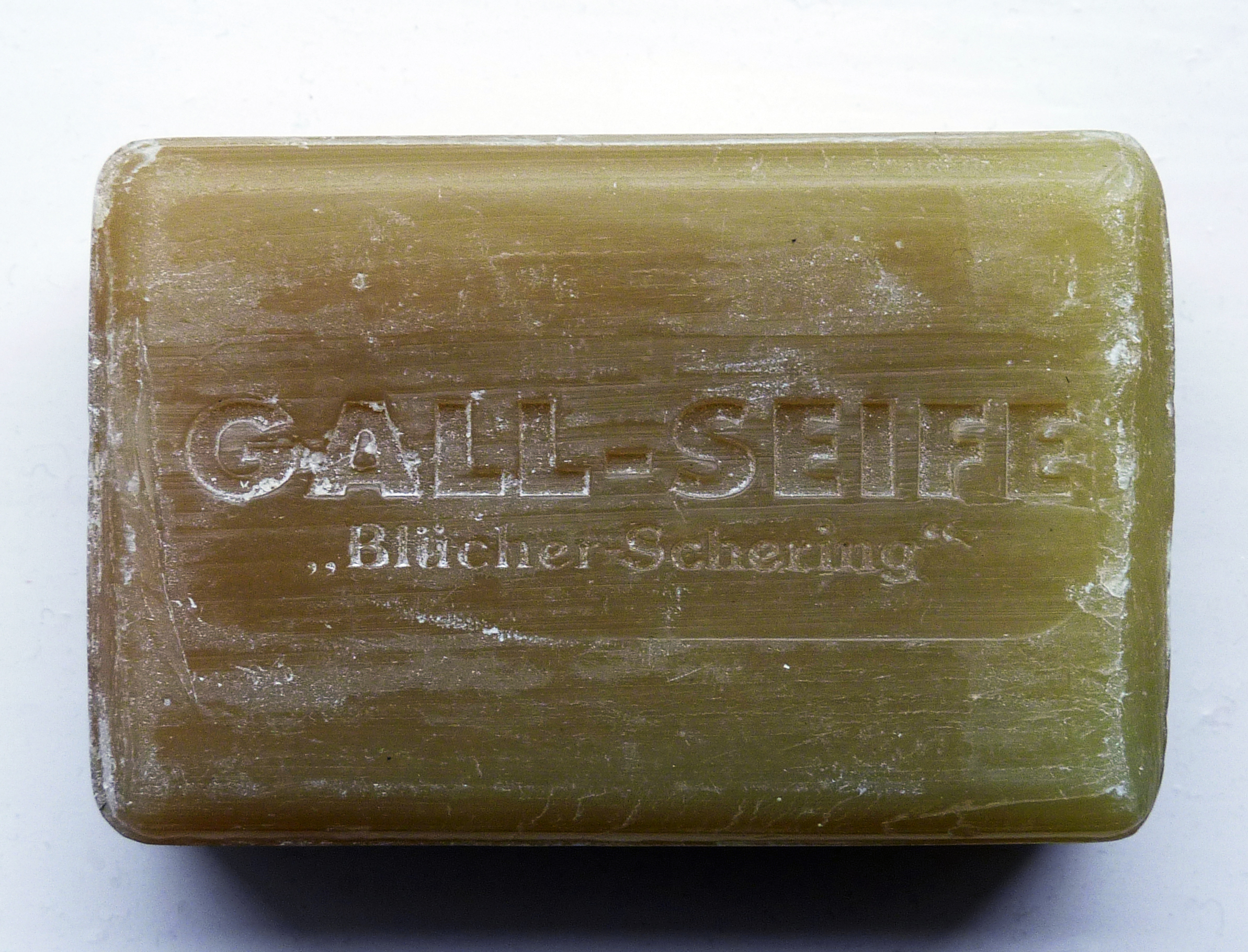
Een stuk ossengalzeep uit Duitsland

Ossengalzeep is een schoonmaakmiddel bestaande uit zeep en runder-gal.
Ossengal, de gal, afscheiding van de galblaas en lever van ossen, is van oudsher bekend als middel om vlekken te verwijderen. Ossen zijn gecastreerde stieren. Mede omdat stieren (onder meer in West-Europa) niet meer gecastreerd worden, wordt tegenwoordig de gal van andere runderen (stieren en koeien) gebruikt. De gal wordt uit dode dieren gewonnen. De gal kan vlekken oplossen omdat het een emulgator is, die vetten en eiwitten (proteïne) "oplost", mengbaar maakt met water.